# Amt Neuhausen/Spree
Das Amt Neuhausen/Spree, auch nur Amt Neuhausen genannt, war ein 1992 gebildetes Amt im Land Brandenburg, in dem sich 18 Gemeinden im damaligen Kreis Spremberg (heute Landkreis Spree-Neiße, Brandenburg) zu einem Verwaltungsverbund zusammengeschlossen hatten. Sitz der Amtsverwaltung war in Neuhausen/Spree. Das Amt Neuhausen/Spree wurde 2004 aufgelöst. Es hatte Ende 2003 5861 Einwohner.

## Geographische Lage
Das Amt Neuhausen grenzte im Norden an die Stadt Cottbus, im Osten an das Amt Döbern-Land, im Süden an das Amt Hornow/Simmersdorf und die Stadt Spremberg und im Westen an das Amt Drebkau (Niederlausitz).

## Geschichte
Am 3. Juli 1992 erteilte der Minister des Innern seine Zustimmung zur Bildung des Amtes Neuhausen, für dessen Zustandekommen der 16. Juli 1992 festgelegt wurde. Sitz der Amtsverwaltung war in der Gemeinde Neuhausen/Spree. Folgende 18 Gemeinden aus dem damaligen Kreis Cottbus-Land waren darin zusammengefasst (in der Reihenfolge ihrer Nennung im Amtsblatt):
1. Groß Oßnig
2. Frauendorf
3. Gallinchen
4. Gablenz
5. Klein Döbbern
6. Groß Döbbern
7. Koppatz
8. Laubsdorf
9. Neuhausen
10. Roggosen
11. Sergen
12. Haasow
13. Kathlow
14. Groß Gaglow
15. Kiekebusch
16. Komptendorf
17. Drieschnitz-Kahsel
18. Bagenz

Das Amt Neuhausen/Spree hatte Ende 1992 6706 Einwohner. Zum 26. Oktober 2003 wurden Gallinchen, Groß Gaglow und Kiekebusch in die Stadt Cottbus eingegliedert. Sie schieden daher auch aus dem Landkreis Spree-Neiße aus.
Am 19. September 2004 schlossen sich die Gemeinden Bagenz, Drieschnitz-Kahsel, Frauendorf, Gablenz, Groß Döbbern, Groß Oßnig, Haasow, Kathlow, Klein Döbbern, Komptendorf, Koppatz, Laubsdorf, Neuhausen, Roggosen und Sergen zur neuen Gemeinde Neuhausen/Spree zusammen.

## Amtsdirektoren
Von 1994 bis 1999 leitete Arno Walth bis zu seiner Abwahl als Amtsdirektor das Amt Neuhausen/Spree. 1999 wurde sein Stellvertreter Dieter Perko (CDU) amtierender Amtsdirektor, bis er 2001 vom Amtsausschuss zum neuen Amtsdirektor gewählt wurde.
Nach der Gemeindeneugliederung 2004 wurde Perko durch die Bürger von Neuhausen/Spree zum ersten hauptamtlichen Bürgermeister gewählt.